# Авраменко Георгій Олександрович
Авраменко Георгій Олександрович (справжнє прізвище, ім'я та по батькові Бислис Юрій Станіславович; 1911—1974) — доктор історичних наук, геолог, археолог, краєзнавець.

## Біографія
Народився 4 серпня 1911 року в м. Ромни. В юності жив у Харкові. В 1932 закінчив Київський політехнічний інститут (геологічний факультет).
В 1934 році В складі делегації від УРСР брав участь у XIV Всесвітньому конгресі палеонтології в Парижі. Автор книги «Стратиграфія третинних відкладів України в Бюлетені по вивченню четвертинного періоду».
У 1935—1937 рр. — науковий співробітник НДІ історії матеріальної культури Харківського університету.
У 1937 році був заарештований. Засуджений 21.06.1939 на 10 років ВТТ і 5 років позбавлення політичних прав. Термін відбував у Норильлазі. Звільнений у 1955 році, жив в Ачинську. Реабілітований у 1967 році.
У 1956—1964 рр. — науковий співробітник Ачинського краєзнавчого музею. Досліджував Ачинское городище.
У 1971 році брав участь у розкопках Beloârskogo поселення в складі експедиції Кемеровського державного інституту культури під керівництвом А. В. Циркіна.
Відкрив Ачинську палеолітичну стоянку (1960), виконав малюнки знайдених там кістяних виробів.

## Публікації
- Авраменко Георгій. Ачинські городища // Єнісей. — 1975. — № 3.